# Flemming Rasmussen
Flemming Rasmussen är en dansk musikproducent. Han har bland annat producerat Metallicas andra och tredje album, Ride the Lightning och Master of Puppets, och var med och producerade även deras fjärde album ...And Justice For All. Han har senare även producerat Morbid Angels album Covenant, Blind Guardians Imaginations From the Other Side och Nightfall in Middle-Earth, samt Ensiferums album Iron.